# 福建奔馳汽車
福建奔驰汽车有限公司，原称福建戴姆勒汽车工业有限公司，是由戴姆勒輕型汽車（香港）有限公司和福建省汽车工业集团和中華汽車工業股份有限公司共同出资成立。 该公司坐落在福州市青口投资区。

## 历史
成立于2007年6月，前身為福建戴姆勒汽車工業有限公司的福建奔馳於2012年3月1日正式更名，係由福建省汽車工業集團有限公司和戴姆勒輕型汽車（香港）有限公司在2007年各出資50%組建而成。戴姆勒輕型汽車（香港）有限公司是德國戴姆勒股份公司持有75%與台灣中華汽車工業股份有限公司持有25%的合資企業。

## 主要产品

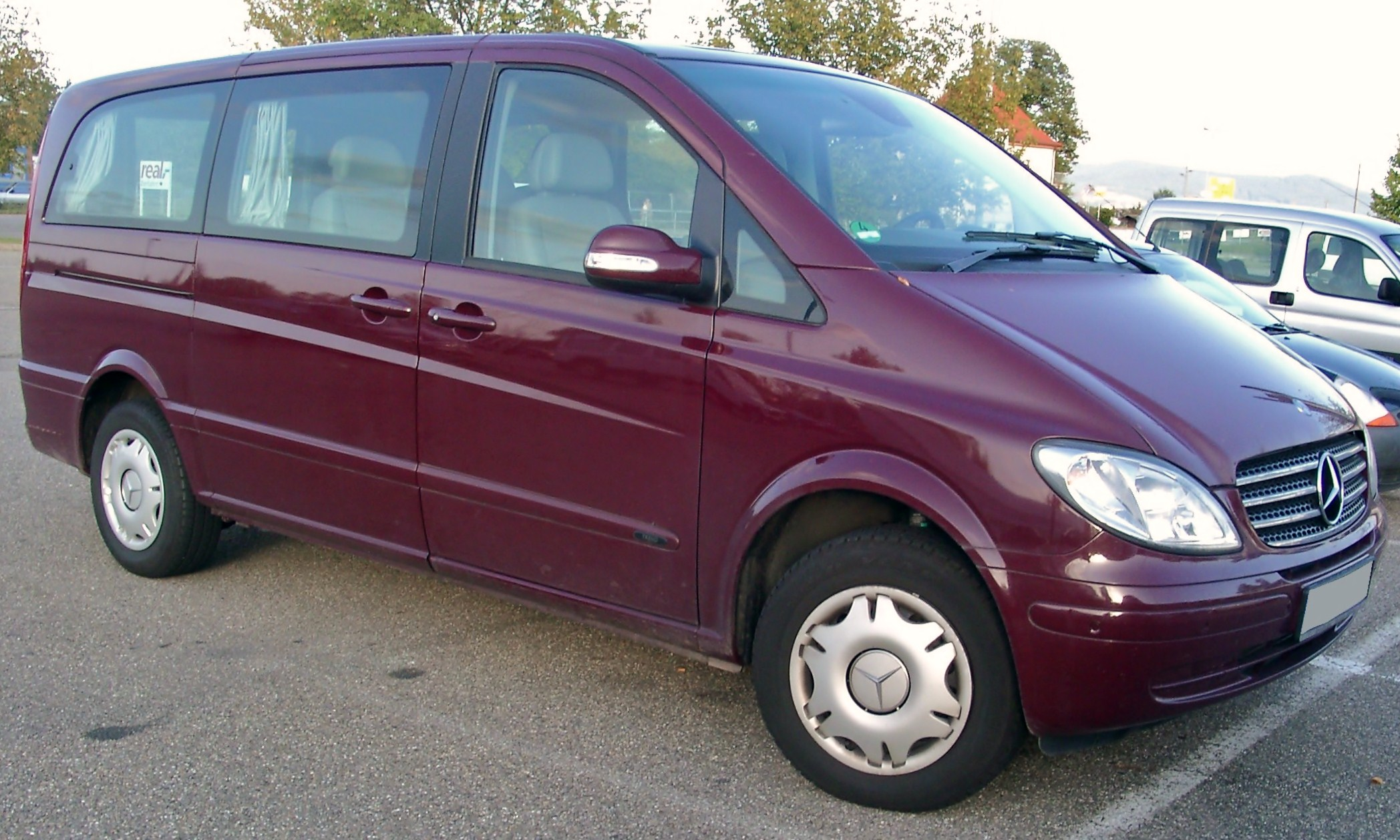
Mercedes-Benz Viano 梅赛德斯-奔驰唯雅诺 自2010年
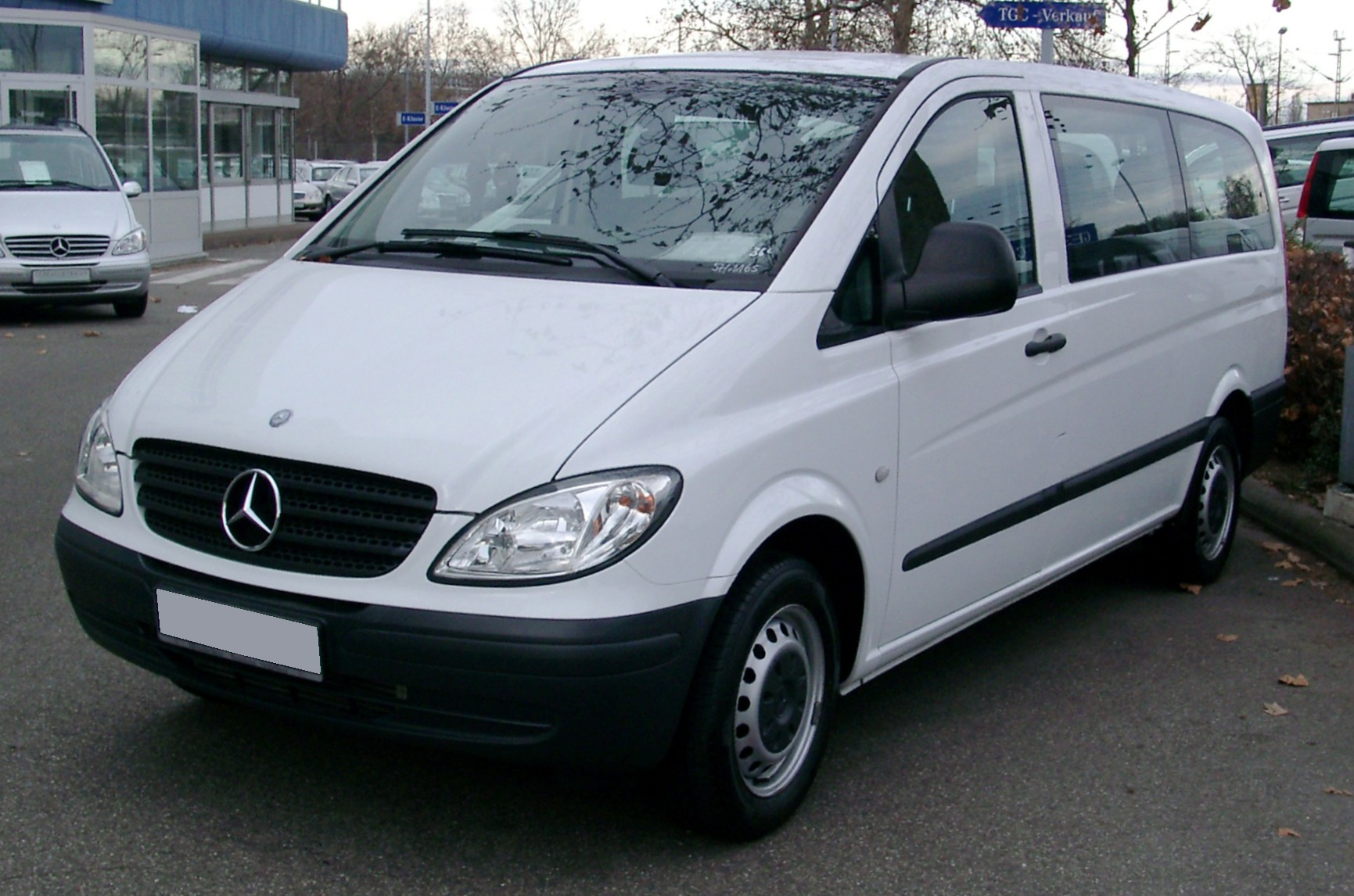
Mercedes-Benz Vito 梅赛德斯-奔驰威霆 自2010年

## 外部链接

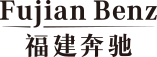
Fujian Benz Text